# Судейко Степан Володимирович
Степа́н Володи́мирович Судейко (22 грудня 1905, селище Щербинівского рудника Катеринославської губернії, тепер місто Торецьк Донецької області — 1976, місто Горлівка Донецької області) — український радянський і партійний діяч, 1-й секретар Горлівського міськкому КПУ. Герой Соціалістичної Праці (26.04.1957). Депутат Верховної Ради УРСР 2—4-го скликань. Член Ревізійної Комісії КПУ в 1954—1960 р.

## Біографія
Народився у родині шахтаря. З 1916 року працював заправником бензинових ламп у ламповій Нелепівського рудника, а з 1918 року трудився лампоносом, відгрібальником, гальмовим, потім кріпильником, лісогоном, костерником на підземних роботах у шахтах.
Працював помічником машиніста паровоза на шахті імені Артема. У грудні 1923 року вступив до комсомолу, а незабаром був обраний секретарем комсомольського осередку шахти імені Артема (Артемівської кущової комсомольської організації) на Донбасі.
Член ВКП(б) з липня 1926 року.
З квітня 1927 року — секретар Залізнянського-Щербинівського районного комітету ЛКСМУ Артемівського округу УРСР.
З 1929 року перебував на радянській та партійній роботі у Горлівці: секретар партійної організації шахти імені Артема, а з 1930 року — партійний організатор ЦК ВКП(б) шахти № 19—20. Навчався на робітничому факультеті, заочно закінчив радянську партійну школу.
У 1936—1938 роках — секретар партійного бюро Горлівського ртутного комбінату, інструктор Горлівського міського комітету КП(б)У Донецької області.
У 1938—1941 роках — в.о. голови, голова виконавчого комітету Горлівської міської ради депутатів трудящих Сталінської області. У 1941 році працював уповноваженим Сталінського обласного комітету КП(б)У із розміщення евакуйованої худоби в Саратовській області РРФСР.
У жовтні 1941 — 1945 р. — у Червоній армії на політичній роботі: заступник командира по політичній частині артилерійського полку. Учасник німецько-радянської війни.
У січні 1946—1948 роках — голова виконавчого комітету Горлівської міської ради депутатів трудящих Сталінської області.
У 1948—1959 роках — 1-й секретар Горлівського міського комітету КП(б)У Сталінської області.
Потім — на пенсії у місті Горлівці Донецької області, де помер у кінці вересня 1976 року й похований на Центральному цвинтарі.

## Нагороди
- Герой Соціалістичної Праці (26.04.1957)
- орден Леніна (26.04.1957)
- орден Трудового Червоного Прапора
- орден Знак Пошани
- орден Вітчизняної війни 2-го ст.
- орден Червоної Зірки
- медалі